# Даниел-Андре Танде
Даниел-Андре Танде (на норвежки: Daniel-André Tande; роден на 24 януари 1994 г. в Нарвик) е норвежки състезател по ски скокове. Бронзов медалист от Световното първенство за юноши по ски скокове. Победител в състезания за Световната купа.

## Световна купа по ски скокове

### Генералното класиране
| Сезон     | място | точки |
| --------- | ----- | ----- |
| 2013/2014 | 64.   | 30    |
| 2014/2015 | 45.   | 81    |

### Места на подиума в Световната купа
| Сезон     | 1-во място | 2-ро място | 3-то място | общо |
| --------- | ---------- | ---------- | ---------- | ---- |
| 2015/2016 | 1          | –          | –          | 1    |
| Общо      | 1          | 0          | 0          | 1    |